# روي ليختنشتاين
روي فوكس ليختنشتاين (بالإنجليزية: Roy Lichtenstein) (27 أكتوبر1923- 29 سبتمبر1997) هو فنان بوب أمريكي. تقاسم روي قيادة موجة الفن الجديد مع كل من آندي وارهول، وجاسبر جونز، وجيمس روزنكويست وآخرين. عَرّفت أعماله بمبدأ فن البوب من خلال المحاكاة الساخرة. تأثر ليختنشتاين بأنماط الإعلانات الشائعة والرسوم الهزلية، ما دفعه لنهج الأسلوب المازح في تكويناته الفنية التوثيقية الساخرة. وصف فن البوب على أنه «رسم فني صناعي لا رسم فني أمريكي». عُرضت رسوماته في معرض ليو كاستيلي في مدينة نيويورك.
تُعد لوحتا وام! والفتاة الغارقة أشهر لوحتين لليختنشتاين، وتحل لوحة أوه جيف... أنا أحبك أيضًا... ولكن... في المرتبة الثالثة، وتُعتبر اللوحات وام! والفتاة الغارقة وانظر ميكي أكثر أعماله إلهامًا. كانت لوحة تحفة هي العمل الفني الأعلى قيمة، إذ بيعت بمبلغ 165 مليون دولار في يناير 2017.

## نشأته
وُلد ليختنشتاين في مدينة نيويورك، لعائلة يهودية من الطبقة المتوسطة ميسورة الحال. عمل والده ميلتون كسمسار عقارات، وكانت والدته بيتريس ربة منزل. ترعرع في الجانب الغربي الشمالي لمنهاتن، وذهب لمدرسة عامة حتى بلوغه عمر الثانية عشر. ذهب بعد ذلك إلى مدرسة دوايت، والتي تخرج منها في عام 1940. نمّت لديه المدرسة اهتمامًا بالفن والتصميم؛ إذ كان يمارسها كهواية. كان من المعجبين الشديدين بموسيقى الجاز، وعادةً ما يحضر الحفلات الموسيقية للجاز في مسرح أبولو الواقع في حي هارلم، وكثيرًا ما كان يرسم لوحات بورتريه للموسيقيين وهم يعزفون على آلاتهم الموسيقية. التحق ليختنشتاين بحصص صيفية في رابطة طلاب الفن في نيويورك، وعمل تحت وصاية الفنان ريجنالد مارش.

## مسيرته المهنية
ترك ليختنشتاين مدينة نيويورك للدراسة في جامعة ولاية أوهايو، والتي وفرت مسارات استوديو وشهادةً في الفنون الجميلة. قوطعت دراساته بسبب استدعائه للجيش خلال الحرب العالمية الثانية وبعدها في مهمة استمرت ثلاث سنوات من 1943 إلى 1946. أُلغيت جميع البرامج التدريبية التي كان منخرطًا فيها كبرامج اللغة والهندسة وتعليم الطيران. نتيجةً لذلك، عمل كمُصمم وفنان منظّم.
عاد ليختنشتاين إلى موطنه لزيارة والده المحتضر، وسُرّح من الجيش مع شموله بقانون إعادة تأهيل رجال الخدمة العسكرية. عاد لدراسته في جامعة أوهايو تحت إشراف هويت إل. شيرمان، وهو الأستاذ الذي كان له تأثير ملحوظ على أعماله المستقبلية (موّل ليختنشتاين افتتاح استوديو جديد في جامعة ولاية أوهايو تحت اسم «استوديو مركز الفن لهويت إل. شيرمان»).
التحق ليختنشتاين ببرنامج الدراسات العليا في جامعة ولاية أوهايو وشغل وظيفة معلم للتربية الفنية بشكل متقطع خلال السنوات العشر التي تلت توظيفه. تسلم ليختنشتاين شهادة الماجستير في الفنون الجميلة من جامعة ولاية أوهايو في عام 1949.
أقام ليختنشتاين معرضه الفني الفردي الأول في قاعة كارلباخ في نيويوك في 1951. انتقل للعيش في كليفلاند في السنة نفسها، وبقي فيها لمدة ست سنوات من حياته، لكنه كثيرًا ما كان يزور مدينة نيويورك خلال فترة إقامته هناك. تخلل عمله في الرسم أعمالًا مختلفة أخرى كالتصميم وتزيين النوافذ. تراوح عمله في هذه الفترة بين التكعيبية والتعبيرية. وُلد ولده الأول، ديفيد هويت ليختنشتاين في 1954، وهو كاتب أغانٍ، في حين وُلد ولده الثاني ميتشيل ليختنشتاين في 1956.
عاد إلى أدراجه في شمال مدينة نيويورك في عام 1957 وبدأ بالتدريس هناك. تبنى نمط التعبيرية التجريدية في هذه المرحلة من مسيرته، والتي تعد تحويلة متأخرة في أسلوبه في الرسم. بدأ ليختنشتاين بالتدريس في شمال مدينة نيويورك، وتحديدًا في جامعة ولاية نيويورك في أوسويغو في 1958. بدأ في هذه المرحلة من مسيرته بتضمين صور مخفية لشخصيات الرسوم المتحركة في أعماله التجريدية مثل ميكي ماوس وباغز باني.

## الوصول إلى الشهرة
بدأ بالتدريس في جامعة روتجرز في عام 1960. التقى هناك بالأستاذ ألان كابرو وتأثر به كثيرًا. ساهمت هذه البيئة الجديدة في إشعال اهتمامه بفن بروتو بوب الصوري من جديد. بدأ ليختنشتاين في عام 1961 بأولى رسومات البوب مستخدمًا صور الرسوم المتحركة وأساليب مستمدة من تصميم المطبوعات التجارية. استمرت هذه المرحلة حتى عام 1965، وتضمنت استعمال الصور الإعلانية للإشارة إلى الاستهلاكية والأعمال المنزلية. لوحة انظر ميكي (1961، المعرض الوطني للفنون، واشنطن العاصمة) هي أول لوحة يستخدم فيها ليختنشتاين أشكالًا ذات حواف واضحة وتقنية «نقاط بين دي» على مقياس رسم كبير. نتجت هذه الرسمة بعد أن تحداه أحد أبنائه مشيرًا إلى صورة لشخصية ميكي ماوس في القصص المصورة قائلًا: «أراهنك يا أبي أنك لن تستطيع الرسم بهذه الجودة». أنتج ستة أعمال أخرى في السنة نفسها محتوية على شخصيات مستمدة من أغلفة العلكة والرسوم المتحركة.
في عام 1961، بدأ ليو كاستيلي بعرض أعمال ليختنشتاين في معرضه الفني في نيويورك. حظي ليختنشتاين بعرضه الفني الشخصي الأول في معرض كاستيلي الفني في 1962. اشترى هواة جمع الأعمال الفنية كل الأعمال المعروضة قبل افتتاح المعرض. ركزت مجموعة من الرسومات المُنتَجة بين عامي 1961 و1962 على الأشياء المألوفة في المنزل كالأحذية الرياضية والنقانق وكرات الغولف. في سبتمبر من عام 1963، أخذ ليختنشتاين إجازة من وظيفته التدريسية في كلية دوغلاس التابعة لجامعة روتجرز.
استُلهمت أعماله من القصص المصورة التي تتضمن الحرب والقصص الرومانسية؛ إذ يقول ليختنشتاين: «في ذلك الوقت، كنت مهتمًا بأي شيء يمكن لي استعماله كموضوع ذي تأثير عاطفي قوي؛ كالحب والحرب أو أي شيء مشحون بشحنة عاطفية قوية يمكن لها مجابهة أساليب الرسم المنسية والحذرة».

## حياته الشخصية
في عام 1949، تزوج ليختنشتاين من إيزابيل ولسون، والتي كانت متزوجةً في السابق من فنان مدينة أوهايو مايكل ساريسكي. ألقت شتاءات شمال نيويورك بظلالها على ليختنشتاين وزوجته، وذلك بعدما بدأ بالتدريس في جامعة ولاية نيويورك في أوسويغو في عام 1958. باع الثنائي منزل العائلة في هايلاند بارك في نيو جيرسي في عام 1963، وتطلقا في عام 1965.
تزوج ليختنشتاين من زوجته الثانية، دوروثي هيرزكا، في عام 1968. في عام 1966، استأجرا منزلًا في ساوث أمبتون في نيويورك كان قد اشتراه لاري ريفرز بالقرب من منزله الشخصي. بعد ثلاث سنوات، اشتريا منزلًا متنقلًا في عام 1910 مجابهًا للمحيط في منطقة جين لين. قسّم ليختنشتاين وقته بين مانهاتن وساوث أمبتون في الفترة الواقعة بين عام 1970 ووفاته. امتلك بيتًا آخر في جزيرة كابتيفا آيلاند.
توفي ليختنشتاين بسبب ذات الرئة في عام 1997 في المركز الطبي لجامعة نيويورك، والذي رقد فيه لعدة أسابيع. خُلّد ذكره من قبل زوجته الثانية دوروثي هيرزكا، وولديه ديفيد وميتشل، اللذين رُزق بهما من زواجه الأول.

## مؤسسة روي ليختنشتاين
أُنشئت مؤسسة روي ليختنشتاين في عام 1999، وذلك بعد وفاته في 1997. في عام 2011، أجمعت الهيئة الإدارية على أن مخاطر الدعاوى القضائية المطولة قد فاقت فوائد توثيق الأعمال الفنية.
في أواخر عام 2006، أرسلت المؤسسة بطاقة معايدة متضمنة على صورةٍ للوحة سلك كهربائي (1961)، والتي فُقدت منذ عام 1970 بعد إرسالها للمرمم الفني دانيل غولدراير من قبل المعرض الفني التابع لـليو كاستيلي. حثت البطاقة عامة الناس على الإدلاء بأي معلومات عن مكان تواجد هذه اللوحة. وثقت المؤسسة اللوحة بعد ظهورها في أحد مستودعات مدينة نيويورك.
بعد موت المصور الفوتوغرافي هاري شانك في عام 2006، استحوذت مؤسسة ليختنشتاين على المجموعة الكاملة للمواد الفوتوغرافية المصورة من قبل شانك وزميله يانوس كيندر مع حقوق النشر الكاملة، وذلك في الفترة بين 2008 و2012. في عام 2013، تبرعت المؤسسة بتركة شانك كيندر الثمينة إلى خمس مؤسسات؛ مؤسسة جيتي للأبحاث في لوس أنجلوس، ومتحف الفن الحديث في نيويورك، والمعرض الوطني للفنون في واشنطن، ومركز جورج بومبيدو في باريس، ومتحف تيت بريطانيا في لندن، وسمحت لكل متحف بالاطلاع على حصة المتحف الآخر.

## روابط خارجية
- روي ليختنشتاين على موقع IMDb (الإنجليزية)
- روي ليختنشتاين على موقع الموسوعة البريطانية (الإنجليزية)
- روي ليختنشتاين على موقع مونزينجر (الألمانية)
- روي ليختنشتاين على موقع ميوزك برينز (الإنجليزية)
- روي ليختنشتاين على موقع إن إن دي بي (الإنجليزية)
- روي ليختنشتاين على موقع ديسكوغز (الإنجليزية)